# Robert Duane Ballard
Pour les articles homonymes, voir Robert Ballard et Ballard.
Robert Duane Ballard, né le 30 juin 1942 à Wichita dans le Kansas (États-Unis), est un océanographe spécialisé en géologie marine, officier de la United States Navy et explorateur sous-marin à qui l'on doit la découverte, entre autres, des épaves du Titanic et du cuirassé allemand Bismarck. En plus de 100 plongées, il a également permis des avancées sur le plan des connaissances géologique des abysses. Ballard est l'auteur d'une vingtaine d'ouvrages sur les fonds marins.
Outre sa carrière de chercheur, Ballard est également officier de réserve dans l'U.S. Navy. Il a été révélé en 2008 que l'expédition qu'il avait menée pour découvrir l'épave du Titanic était en réalité une couverture pour une mission de récupération sur l'épave de deux sous-marins américains, l'USS Scorpion et l'USS Thresher, grâce au navire Knorr et au sous-marin Argo. Les zones de débris étant importantes pour les deux sous-marins, cela lui a donné l'idée de chercher la traînée de débris laissée par le Titanic, et ainsi de gagner du temps.

## Biographie

### Jeunesse et études
Robert Ballard est né en 1942 à Wichita dans le Kansas, d'un père allemand et d'une mère britannique. Il grandit à San Diego. Dès sa jeunesse, il manifeste un grand intérêt pour les océans et les fonds marins, qu'il attribue à son environnement et à son roman préféré, Vingt mille lieues sous les mers, de Jules Verne.
Par la suite, Ballard étudie à l'Université d'Hawaï et s'intéresse aux expéditions de Jacques-Yves Cousteau. Il apprend également la plongée sous-marine. Il obtient en 1965 un diplôme de sciences physiques à l'université du Sud de la Californie et en 1974 un diplôme d'océanographe géologue de l'université de Rhode Island.

### Expéditions
Ballard rejoint ensuite l'Institut océanographique de Woods Hole et y travaille à la conception de submersibles destinés à l'exploration des fonds marins, occupés ou commandés à distance durant plus de trente ans. Il mène également en 1977 une exploration dans les îles Galápagos qui permet d'importantes découvertes scientifiques.
Le point d'orgue de la carrière de Ballard est atteint en septembre 1985 lorsqu'il découvre l'épave du paquebot Titanic, coulé après avoir heurté un iceberg le 15 avril 1912. Longtemps, l'expédition a été présentée comme une simple expédition scientifique. La mise au jour en 2008 de documents tenus secrets a finalement révélé que l'expédition avait tout d'abord eu pour but de retrouver pour la marine américaine deux sous-marins nucléaires naufragés, le Tresher et le Scorpion. Le temps restant après leur découverte était octroyé à Ballard pour accomplir ce qui lui tenait à cœur, retrouver le Titanic,. Ballard ne remonte aucun objet de l'épave pour préserver la sacralité du lieu et y laisse une plaque en hommage aux victimes du naufrage.
En 1989, Ballard découvre l'épave du Bismarck, cuirassé allemand coulé durant la Seconde Guerre mondiale. Par respect pour les victimes, il choisit de confier en premier lieu la position de l'épave à l'Allemagne de l'Ouest pour que celle-ci décide si l'épave doit être renflouée. Outre le Bismark, Ballard a mis au jour l'épave du USS Yorktown, porte-avions américain coulé durant la bataille de Midway, et de navires coulés durant la bataille de Guadalcanal, ainsi qu'un navire phénicien. En 2004, Ballard retourne sur l'épave du Titanic pour ce qui est la dernière expédition sur l'épave à ce jour.
Outre ses expéditions, Ballard est auteur d'une vingtaine d'ouvrages et de nombreux articles. Il est également commander de réserve. Il fut la caution scientifique de la série télévisée SeaQuest, police des mers lors de la première saison, en expliquant, en fin d'épisode, certains points scientifiques en relation avec la diffusion.

## Distinctions
- 2003 : National Humanities Medal remise par George W. Bush[9].